# 에드워드 엘머 스미스

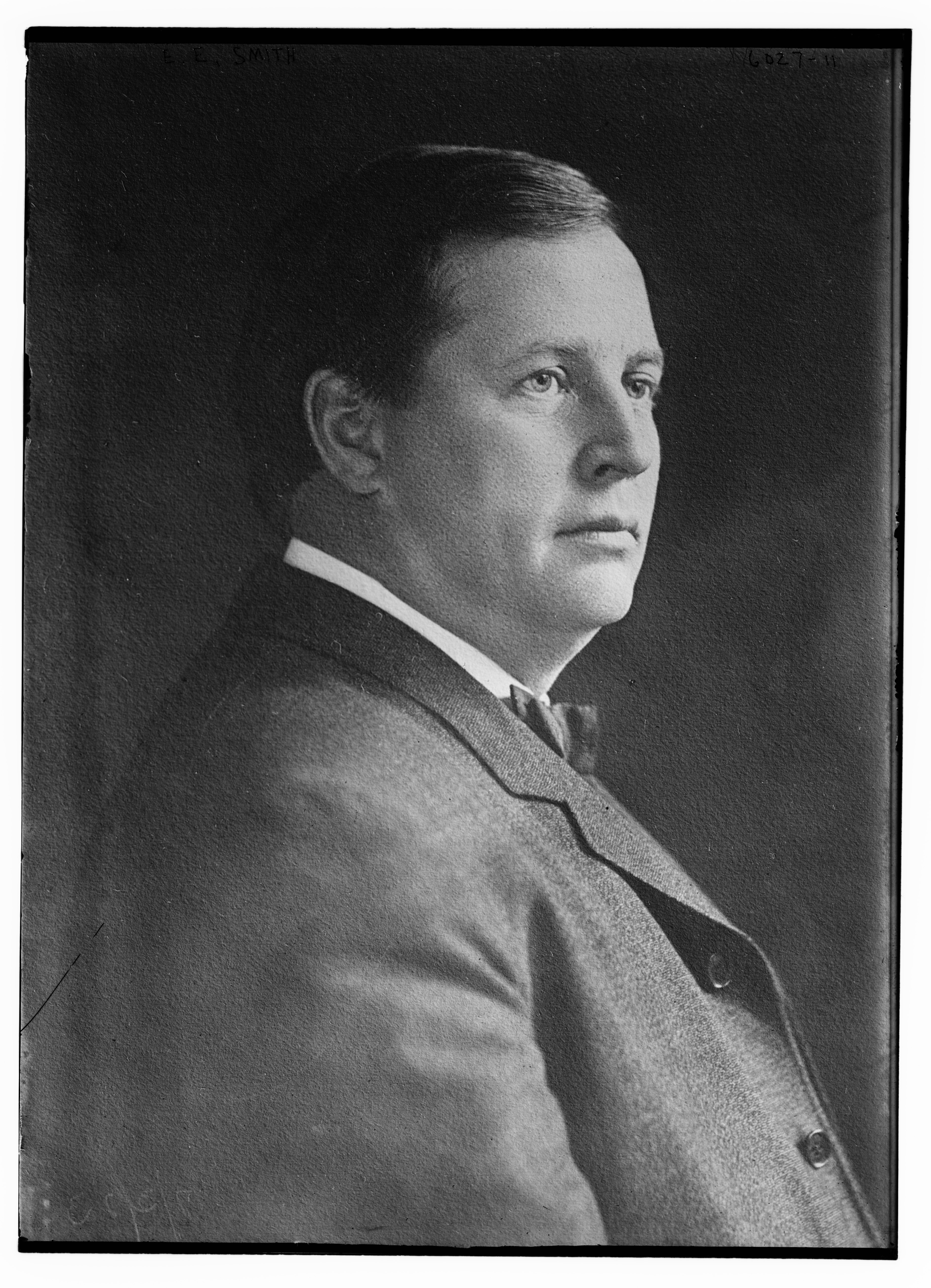

에드워드 엘머 스미스(Edward Elmer Smith, 1890년 5월 2일 ~ 1965년 8월 31일)는 미국의 SF 작가로, 《렌즈맨 시리즈》로 잘 알려져 있다.